# Ronde van Drenthe 2018
De 56e editie (voor mannen) van de wielerwedstrijd Ronde van Drenthe werd gehouden op 11 maart 2018. De start vond plaats in Emmen en de finish in Hoogeveen. De wedstrijd maakte deel uit van de UCI Europe Tour 2018, in de categorie 1.1. Titelhouder was de Nederlander Jan-Willem van Schip. De overwinning ging naar de Tsjech František Sisr.

## Mannen

### Uitslag
| Plaats  | Naam             | Ploeg                                       | Tijd     |
| ------- | ---------------- | ------------------------------------------- | -------- |
| Winnaar | František Sisr   | CCC Sprandi Polkowice                       | 4u36'28" |
| 2       | Dries De Bondt   | Vérandas Willems-Crelan                     | z.t.     |
| 3       | Preben Van Hecke | Sport Vlaanderen-Baloise                    | z.t.     |
| 4       | Zakkari Dempster | Israel Cycling Academy                      | z.t.     |
| 5       | Wesley Kreder    | Wanty-Groupe Gobert                         | z.t.     |
| 6       | Rick Ottema      | Alecto Cycling Team                         | z.t.     |
| 7       | Floris Gerts     | Roompot-Nederlandse Loterij                 | z.t.     |
| 8       | Joey van Rhee    | Monkey Town Continental Team                | + 03"    |
| 9       | Johan Le Bon     | Vital Concept Cycling Club                  | z.t.     |
| 10      | Jasper Bovenhuis | Vlasman Track/Road Continental Cycling Team | z.t.     |

## Vrouwen
De wedstrijd voor vrouwen was aan de 20e editie toe. Net als de twee jaren ervoor, maakte de Ronde van Drenthe ook in 2018 deel uit van de Women's World Tour. De start vond plaats in Emmen en de finish in Hoogeveen. Titelverdedigster was de Deense Amalie Dideriksen. Ze werd opgevolgd door haar ploeggenote Amy Pieters. Een andere ploeggenote, Anna van der Breggen, behield de leiding in de World Tour.

### Deelnemende ploegen
| UCI Women's Teams                  | UCI Women's Teams           | Nationale selectie |
| ---------------------------------- | --------------------------- | ------------------ |
| Alé Cipollini                      | Mitchelton-Scott            | Nederland          |
| Astana                             | Movistar Team               |                    |
| Bizkaia-Durango                    | Lotto Soudal Ladies         |                    |
| Boels Dolmans                      | Parkhotel Valkenburg-Destil |                    |
| BTC City Ljubljana                 | Team Sunweb                 |                    |
| Canyon-SRAM                        | Team Tibco                  |                    |
| Cervélo-Bigla                      | Valcar PBM                  |                    |
| Cylance                            | Team Virtu                  |                    |
| Experza-Footlogix                  | Waowdeals                   |                    |
| FDJ Nouvelle-Aquitaine Futuroscope | Wiggle High5                |                    |
| Hitec Products                     | Team WNT                    |                    |

### Uitslag
| Plaats  | Naam                | Ploeg                              | Tijd     |
| ------- | ------------------- | ---------------------------------- | -------- |
| Winnaar | Amy Pieters         | Boels Dolmans                      | 4u06'44" |
| 2       | Alexis Ryan         | Canyon-SRAM                        | z.t.     |
| 3       | Chloe Hosking       | Alé Cipollini                      | + 01"    |
| 4       | Marta Bastianelli   | Alé Cipollini                      | z.t.     |
| 5       | Marianne Vos        | Waowdeals                          | z.t.     |
| 6       | Coryn Rivera        | Team Sunweb                        | z.t.     |
| 7       | Arlenis Sierra      | Astana                             | z.t.     |
| 8       | Roxane Fournier     | FDJ Nouvelle-Aquitaine Futuroscope | z.t.     |
| 9       | Floortje Mackaij    | Team Sunweb                        | z.t.     |
| 10      | Ellen van Dijk      | Team Sunweb                        | z.t.     |
| 11      | Jolien D'Hoore      | Mitchelton-Scott                   | z.t.     |
| 12      | Sofia Bertizzolo    | Astana                             | z.t.     |
| 13      | Tiffany Cromwell    | Canyon-SRAM                        | z.t.     |
| 14      | Lisa Brennauer      | Wiggle High5                       | z.t.     |
| 15      | Simona Frapporti    | Hitec Products                     | z.t.     |
| 16      | Valerie Demey       | Lotto Soudal Ladies                | z.t.     |
| 17      | Janneke Ensing      | Alé Cipollini                      | z.t.     |
| 18      | Małgorzata Jasińska | Movistar Team                      | z.t.     |
| 19      | Demi de Jong        | Lotto Soudal Ladies                | z.t.     |
| 20      | Eileen Roe          | Team WNT                           | + 09"    |

1960 · 1961 · 1962 · 1963 · 1964 · 1965 · 1966 · 1967 · 1968 · 1969 · 1970 · 1971 · 1972 · 1973 · 1974 · 1975 · 1976 · 1977 · 1978 · 1979 · 1980 · 1981 · 1982 · 1983 · 1984 · 1985 · 1986 · 1987 · 1988 · 1989 · 1990 · 1991 · 1992 · 1993 · 1994 · 1995 · 1996 · 1997 · 1998 · 1999 · 2000 · 2001 · 2002 · 2003 · 2004 · 2005 · 2006 · 2007 · 2008 · 2009 · 2010 · 2011 · 2012 · 2013 · 2014 · 2015 · 2016 · 2017 · 2018 · 2019 · 2020 · 2021 · 2022 · 2023 · 2024 · 2025
 Strade Bianche ·
 Ronde van Drenthe ·
 Trofeo Alfredo Binda-Comune di Cittiglio ·
 Driedaagse van De Panne-Koksijde ·
 Gent-Wevelgem ·
 Ronde van Vlaanderen ·
 Amstel Gold Race ·
 Waalse Pijl ·
 Luik-Bastenaken-Luik ·
 Ronde van Chongming ·
 Ronde van Californië ·
 Emakumeen Bira ·
 The Women's Tour ·
 Ronde van Italië voor vrouwen ·
 La Course by Le Tour de France ·
 RideLondon Classic ·
 Open de Suède Vårgårda ·
 Ronde van Noorwegen ·
 Bretagne Classic ·
 Boels Rental Ladies Tour ·
 La Madrid Challenge by La Vuelta ·
 Ronde van Guangxi